# Toby Sibbick
Toby Peter Sibbick (Isleworth, 23 mei 1999) is een Engels voetballer die sinds 2019 uitkomt voor Barnsley FC. Sibbick is een verdediger.

## Carrière
Sibbick werd geboren in Isleworth, een wijk in het Londense bestuurlijke gebied Hounslow in de regio Groot-Londen, als zoon van een Engelse vader en een Oegandese moeder. Hij begon bij de jeugdopleiding van Feltham FC en belandde na een passage bij de Conquest Football Academy bij de jeugdopleiding van AFC Wimbledon.
Op 17 april 2017 maakte Sibbick zijn officiële debuut in het eerste elftal van Wimbledon: in de competitiewedstrijd tegen Peterborough United FC (0-0) kreeg hij van trainer Neal Ardley een basisplaats. Na drie seizoenen in de League One versierde hij in juli 2019 een transfer naar tweedeklasser Barnsley FC, waar hij een contract voor vier seizoenen ondertekende. Sibbick werd er meteen een vaste waarde in het eerste elftal. Een half seizoen later werd hij echter al uitgeleend aan de Schotse eersteklasser Heart of Midlothian FC, de club waar zijn ex-trainer van bij Barnsley Daniel Stendel op dat moment actief was.
In augustus 2020 werd Sibbick voor een seizoen uitgeleend aan de Belgische eersteklasser KV Oostende, die net als Barnsley geleid wordt door Pacific Media Group. Ook de Schotse eersteklasser Hibernian FC was geïnteresseerd in de Engelsman, maar viste achter het net. De uitleenbeurt werd echter geen succes, want Sibbick slaagde er niet in om zich door te zetten bij de kustclub. In december 2020, nog voor hij zijn officiële debuut maakte in het eerste elftal, werd in onderling overleg besloten om het huurcontract vroegtijdig stop te zetten. Sibbick groeide bij Barnsley vervolgens weer vrij snel uit tot een vaste waarde.
In januari 2022 ondertekende hij een contract van drieënhalf jaar bij Heart of Midlothian FC, de club waaraan Barnsley hem in het seizoen 2019/20 al had uitgeleend.